# Шапел Мутиј
Шапел Мутиј (фр. Chapelle-Moutils) је насељено место у Француској у региону Париски регион, у департману Сена и Марна.
По подацима из 2011. године у општини је живело 412 становника, а густина насељености је износила 21,8 становника/km².

## Демографија
| 1962. | 1968. | 1975. | 1982. | 1990. | 2011. |
| ----- | ----- | ----- | ----- | ----- | ----- |
| 316   | 273   | 268   | 284   | 280   | 412   |